# موش بالاروی گوش‌بزرگ
موش بالاروی گوش‌بزرگ (نام علمی: Ototylomys phyllotis) نام یک گونه از زیرخانواده سینی‌دندانیان است.